# ラギャ語
ラギャ語（拉珈语、Lakkja, Lakkia）はタイ・カダイ語族の言語で中国広西チワン族自治区の金秀ヤオ族自治県来宾で拉珈人（茶山ヤオ族とも）に話されている言語で、5つの声調を持つ。ラギャ語話者は現在の広東省北西部の標語話者のいる地方から移住してきたとされ、現在は金秀ヤオ族自治県の大瑶山を中心に居住している。

## 分類
系統的な分類上、ラギャ語のタイ・カダイ語族における下位分類については明らかではないが、カム・スイ諸語と並列関係にあると思われる言語である。

### 方言
下位方言として金田、六拉、金秀、嶺祖、長峒の5方言がある。なお、嶺祖方言に残存している/kl/音は他の方言の/kj/音に相当、長洞方言と金田方言の声調/51/は金秀方言の声調/231/に相当するとされている[L.-Thongkum (1992)]。

## 話者の分布
以下の郷・鎮に話者が存在する。
- 金秀鎮：金秀、白沙、六拉、昔地、長灘、長二、寨保、楊柳、六段、将軍、三片、田村、劉村、社村、孟村、美村、金村、金田、羅夢
- 長洞郷：長洞、古放、平道、道江、滴水、容洞
- 三角郷：六定
- 忠良郷：嶺祖、巴勒
- 羅香郷：平竹

## 関連文献
- Bradley, D. (2007). "East and Southeast Asia." In C. Moseley (ed.), Encyclopedia of the world's endangered languages, pp. 349–424. London: Routledge.
- Theraphan L.-Thongkum (en) (1992). "A Preliminary Reconstruction of Proto-Lakkja (Cha Shan Yao)." In The Mon–Khmer Studies Journal, 20: 57-90.

## 関連リンク
- Glottolog 3.0 - Lakkia
- WALS Online - Language Lakkia